# 第20屆香港電影金像獎
第20屆香港電影金像獎（英語：20th Hong Kong Film Awards）由香港电影金像奖协会主办，香港电台协办，於2001年4月29日晚八点半舉行，由鄭裕玲、曾志偉、梁詠琪、伍家廉擔任司儀。

## 记者会
大会于2001年3月7日举行记者会，邀请上届影帝刘德华和影后罗兰宣布本届提名名单。

## 獎項統計
| 數目 | 電影名稱                                 |
| 獲獎 |                                          |
| 8    | 臥虎藏龍                                 |
| 5    | 花樣年華                                 |
| 2    | 榴槤飄飄                                 |
| 1    | 公元2000                                 |
| 提名 |                                          |
| 16   | 臥虎藏龍                                 |
| 12   | 花樣年華                                 |
| 6    | 榴槤飄飄、薰衣草、順流逆流               |
| 5    | 孤男寡女                                 |
| 4    | 江湖告急、特警新人類2、夏日的麼麼茶      |
| 3    | 朱麗葉與梁山伯、雷霆戰警、阿虎、東京攻略 |
| 2    | 十二夜                                   |
| 1    | 公元2000、小親親、愛與誠、鎗王           |

### 金像獎電影
| 電影     | 獎項                                                                                                |
| -------- | --------------------------------------------------------------------------------------------------- |
| 臥虎藏龍 | 最佳電影、最佳導演、最佳女配角、最佳攝影 最佳動作設計、最佳原創音樂、最佳原創電影歌曲、最佳音響效果 |
| 花樣年華 | 最佳男主角、最佳女主角、最佳剪接、最佳美術指導、最佳服裝造型設計                                    |
| 榴蓮飄飄 | 最佳編劇、最佳新演員                                                                                |
| 公元2000 | 最佳男配角                                                                                          |

## 媒體播放
- 现场直播：香港無線電視翡翠台、香港電台第二台

## 香港收视率
本届金像奖录得平均收视为24点。

## 记事
- 颁奖礼原本由成龙出面邀国际巨星汤吿鲁斯担任颁奖嘉宾，但因资金不足，支付不了逾50万港元的款待支出而作罢[4]。
- 《卧虎藏龙》以16项提名打破同一影片在金像奖上的提名记录，司仪曾志伟在颁奖礼开场时笑言“欢迎来到《卧虎藏龙》颁奖礼！”《卧虎藏龙》也不负众望，狂扫八奖成为当晚最大赢家。
- 梁朝伟第三次夺得“最佳男主角”，在上台领奖时仅道“多谢王家卫，多谢”便下台，堪称史上最短得奖谢辞。
- 周润发担任“最佳女主角”颁奖嘉宾，临公布得主时大叫“郑秀文”，随后风趣道“是郑秀文叫我无论得不得奖都要念个名，得主是张曼玉！”让台下的郑秀文哭笑不得。
- 時任政務司陳方安生在是年一月宣佈於四月底提早退休，是次頒獎禮為其離任前最後一次出席大型電視直播活動，當她上台頒獎時，全場起立致敬。

## 外部連結
- 第二十屆香港電影金像獎得獎名單新版 （页面存档备份，存于）
- 第二十屆香港電影金像獎得獎名單舊版 （页面存档备份，存于）